# Katō Yoshiaki
Katō Yoshiaki (加藤 嘉明, 1563 - 7 de outubro de 1631) foi um daimyō japonês do final do período Sengoku ao início do período Edo que serviu como senhor do Domínio Aizu de 1627 até sua morte em 1631.

## Vida
Yoshiaki lutou na batalha de Shizugatake em 1583 e foi um dos sete generais mais confiáveis e experientes de Hideyoshi. Ele esteve envolvido nas batalhas navais no Cerco de Shimoda (1590) e lutou na costa do sul da península coreana durante alguns anos, em especial na Batalha de Myeongnyang (1597).
Muitas dessas incursões  os desfechos foram favoráveis a marinha coreana.
Após a morte de Hideyoshi em 1598, Katō lutou ao lado de Tokugawa Ieyasu. 